# 番子厝 (屏東縣)
番子厝，原寫為番仔厝，是臺灣屏東縣內埔鄉、麟洛鄉、長治鄉交界地帶的一個傳統地域名稱，即內埔鄉西北部、麟洛鄉東北端、長治鄉東南部地區，同名主聚落則在內埔鄉境內。相較於今日行政區，其範圍大致包括內埔鄉的大新村不含東端、建興村、竹圍村東北端、東勢村北端不含最東北凸出部分，麟洛鄉的新田村東端，以及長治鄉的榮華村東南半部。

## 歷史
台灣日治初期，番子厝地區為一街庄，稱為「番仔厝庄」，隸屬於港西中里。該庄西北與火燒庄、番仔藔庄為鄰，東北與犁頭鏢庄為鄰，東南邊為老埤庄、新東勢庄，西南邊為新北勢庄。
1901年（日治明治三十四年）11月，全台設置二十廳，該庄隸屬於阿猴廳（1903年改稱阿緱廳）。1909年（明治四十二年）10月，合併二十廳為十二廳，該庄仍隸屬於阿緱廳。1920年（大正九年），廢十二廳改設五州二廳，該庄改制並雅化為「番子厝」大字，隸屬於高雄州潮州郡內埔庄。
戰後內埔庄改制為內埔鄉，隸屬於高雄縣，大字亦改制為村。1950年高、屏分治，內埔鄉改隸屬於屏東縣。

## 聚落
該地區發展較早的聚落有番仔厝、舊大新、下大新、頂大新等，在日治期初期的官方地圖上已有記載。

## 學校
- 榮華國小

## 廟宇
- 大和莊義勇公祠